# Maraenobiotus canadensis
Maraenobiotus canadensis är en kräftdjursart som beskrevs av Flössner 1992. Maraenobiotus canadensis ingår i släktet Maraenobiotus och familjen Canthocamptidae. Inga underarter finns listade i Catalogue of Life.